# 1725
Cette page concerne l'année 1725  du calendrier grégorien.
L'année 1725 est une année commune qui commence un lundi.

## Événements
- 25 janvier, Espagne : le corsaire espagnol Amaro Pargo reçoit le titre d'Hidalgo (noble).
- 6 février, Saint-Pétersbourg : début du premier voyage du danois Vitus Béring en Sibérie et dans l'océan Pacifique (fin le 1er mars 1730)[1].
- 7 février, Perse : l’émir afghan Mir Mahmoud ordonne l'’exécution de tous les survivants de la famille royale séfévide à l'exception de Chah Huseyin[2]. Son fils survivant Tahmasp II fuit à Tabriz.
- 8 avril, Perse : Mir Mahmoud, pris de démence, est exécuté sur l’ordre de son cousin Ashraf qui s’empare du pouvoir à Ispahan[2].
- 1er août : capitulation de Tabriz assiégée depuis le 28 juillet par les Ottomans[2].
- 5 septembre : les Ottomans s'emparent de la forteresse géorgienne de Lori[2].
- 2 décembre, Inde : annexion de Mahé par la France[3].
- Le savant musulman Alfa Ba, à la tête des Peul du Fouta-Djalon, entreprend de convertir ou de chasser les païens. Il meurt pendant les préparatifs du djihad et son fils Ibrahim mo Timbo ou Karamoko Alfa prend sa suite[4]. Les Soussou sont repoussés, les autres réduits en servage. Karamoko Alfa fonde un État féodal et guerrier (fin de règne en 1751)[5].
- Les Touareg ouelleminden pillent Tombouctou[6].
- Restauration du système administratif des aïmaks en Mongolie. Un quatrième aïmak, celui de saïn-noïon est créé à côté de ceux du tsetsen khan, du touchetou khan et du dzasaktou khan[7].
- Saadat Khan, gouverneur de la province d’Oudh, en Inde, interrompt ses versements au Trésor impérial moghol, tout en étendant son territoire vers l’est[8].

### Europe
- 8 février (28 janvier du calendrier julien) : Pierre le Grand meurt sans avoir eu le temps de désigner son successeur. Son petit-fils Pierre Alexeievitch n’a que neuf ans[9].
- 9 février (29 janvier du calendrier julien) : début du règne de Catherine Ire, tsarine de Russie (fin en 1727). Alexandre Menchikov, favori de Catherine, la fait monter sur le trône au détriment de Pierre et d’Eudoxie, l’ancienne tsarine, et exerce une véritable dictature personnelle[9].

- 11 avril (31 mars du calendrier julien) : Catherine Ire rencontre le résident français Campredon et propose une alliance avec la France et le mariage de Louis XV avec Élisabeth Petrovna[10].

- 30 avril : alliance austro-espagnole. L’empereur Charles VI renonce à ses prétentions sur l’Espagne aux traités de paix, d’amitié et de commerce de Vienne, négocié par Ripperda[11]. La main de Marie-Thérèse, 8 ans, est promise à l’infant don Carlos, 9 ans. L’Espagne reconnaît la Pragmatique Sanction. La succession éventuelle du grand-duché de Toscane et des duchés de Parme et de Plaisance est concédé à l'infant Don Carlos[12].

- 1er juin (21 mai du calendrier julien) : la fille aînée de l’impératrice de Russie, Anna Petrovna, épouse Charles-Frédéric, duc de Holstein-Gottorp[13].
- 23 juin : le relèvement de l’excise sur le malt à whisky provoque une émeute à Glasgow (Shawfield riot) nécessitant l’intervention de l’armée[14].
- 24 juin : le comte de Rosse est élu Grand Maître de la Grande Loge  d’Irlande[15] (date retenue pour sa création).

- 3 septembre : alliance défensive d’Herrenhausen, près de Hanovre, entre la Prusse, la France et la Grande-Bretagne[11]. Le traité maintient le statu quo en Europe.
- 5 septembre : mariage de Louis XV de France avec Marie Leszczyńska[16].
- 12 décembre : le baron hollandais Ripperda devient ministre de Philippe V d'Espagne (fin en 1726)[17].

- 27 décembre : la Loge maçonnique d’York s’institue Grande Loge d’Angleterre[15].

## Naissances en 1725
- 26 février : Joseph Cugnot, ingénieur militaire français († 2 octobre 1804).

- 6 mars : Hendrik Benedictus Stuart, cardinal britannique prétendant au trône († 13 juillet 1807).
- 20 mars : Abdülhamid Ier, sultan de l’Empire ottoman († 7 avril 1789).
- 24 mars : Thomas Cushing, avocat et homme politique américain († 28 février 1788).

- 2 avril : Giacomo Casanova, écrivain vénitien († 4 juin 1798).
- 5 avril : Pascal Paoli, général et chef d'État corse († 5 février 1807).

- 15 juin : Johann Baptist Enderle, peintre baroque bavarois († 15 février 1798).

- 1er juillet : Jean-Baptiste Donatien de Vimeur, vicomte de Rochambeau, maréchal de France († 10 mai 1807).

- 21 août : Jean-Baptiste Greuze, peintre français († 21 mars 1805).

- 12 septembre : Guillaume Le Gentil, astronome français († 22 octobre 1792).

- 8 novembre : Martin Knoller, peintre autrichien actif en Italie († 24 juillet 1804).
- 25 novembre : Claude François Grillot de Prédélys, ingénieur militaire français († 1802).

- 16 décembre : Jeanne-Catherine Quinault dite Madame de Maux, amante et correspondante de Denis Diderot († 11 mai 1812).

- Date précise inconnue :
  - Francesco Battaglioli, peintre italien († 1796).
  - Francisco Tadeo Díez de Medina, haut fonctionnaire colonial espagnol († 10 août 1803).
  - Antonio Dusi, peintre italien († 1776).
  - Antonio Orgiazzi, peintre baroque rococo italien († vers 1790).
  - Nicola Peccheneda, peintre italien († 4 novembre 1804).
  - Suzuki Harunobu (Hozumi Jihei), peintre et graveur japonais († vers 1770).

## Décès en 1725
- 6 janvier : Chikamatsu Monzaemon, dramaturge japonais (° 1653).

- 7 février : Hermann Zoll, jurisconsulte allemand (° 3 février 1643).
- 8 février : Pierre Ier de Russie, tsar de Russie (° 9 juin 1672).

- 2 mars : José Benito Churriguera, artiste baroque espagnol de Salamanque (° 1665).
- 30 mars : Philippo Buonanni, jésuite, scientifique et collectionneur italien (° 7 janvier 1638).

- 24 mai : pendaison de Jonathan Wild, grand criminel britannique (° 1683).
- 26 mai : Louis Chéron, peintre, illustrateur, graveur et professeur d’art français naturalisé britannique (° 2 septembre 1660).

- 10 avril : Pierre II Mignard, peintre et architecte français (° 20 février 1640).

- 30 juin : Francisco Hurtado Izquierdo (en), artiste baroque espagnol (1669-1725)[18].

- 2 septembre : Charles-François Poerson, peintre français (° 20 octobre 1653).
- 11 septembre : Giuseppe Gambarini, peintre italien (° 17 mars 1680).
- 16 septembre : Antoine V de Grammont, duc de Grammont, maréchal de France (° 15 novembre 1671).

- 22 octobre : Alessandro Scarlatti, compositeur italien (° 2 mai 1660).

- 28 novembre : Giovanni Girolamo Bonesi, peintre baroque italien de l'école bolonaise (° 1653).

- 6 décembre : Dancourt, acteur et auteur dramatique français (° 1er novembre 1661).

- Date précise inconnue : 
  - Carlo Antonio Casnedi, théologien jésuite italien (° 1643).
  - Cristóbal Hernández de Quintana, peintre baroque espagnol (° 1651).
  - Lumke Thoole, femme matelot néerlandaise